# 12-те стола
„12-те стола“ (на руски: 12 стульев) е съветски игрален филм (комедия) от 1971 година на режисьора Леонид Гайдай, снет по едноименния роман на сатириците Иля Илф и Евгений Петров, по сценарий на Владлен Бахнов и Леонид Гайдай. Оператори са Сергей Полуянов и Валерий Шувалов. Музиката е композирана от Александр Зацепин. Филмът излиза на екран в СССР на 21 юни 1971 г.

## Сюжет
По време на революцията и краткия период на военен комунизъм, който последва, много хора скриват своите ценности възможно най-сигурно. Иполит (Киса) Воробянинов, бивш дворянин, а сега скромен чиновник в службата по вписванията, научава от умиращата си тъща, че тя някога е скрила своите диаманти и перли на стойност 150 хиляди златни рубли в тапицерията на един от дванадесетте стола на мебелната си гарнитура. Иполит изоставя всичко и тръгва да търси диамантите, а в търсенето му помага младият измамник Остап Бендер. Изповедта на тъщата обаче е подслушана от отец Фьодор, който също тръгва да ги търси.

## Състав

### Актьорски състав
| Роля                                                   | Актьор                       |
| ------------------------------------------------------ | ---------------------------- |
| В ролите:                                              |                              |
| Остап Бендер                                           | Арчил Гомиашвили             |
| Иполит Матвеевич (Киса) Воробянинов                    | Сергей Филипов               |
| отец Фьодор Востриков                                  | Михаил Пуговкин              |
| Елена Станиславовна Боур                               | Гликерия Богданова-Чеснокова |
| Елизавета Петровна Калачова                            | Наталия Варлей               |
| Еллочка Щукина                                         | Наталия Воробьова            |
| Катерина Александровна                                 | Клара Румянова               |
| Техника Мечников                                       | Георгий Вицин                |
| Виктор Михайлович Полесов                              | Николай Горлов               |
| Едноокият председател на секцията по шахмат на Васюков | Савелий Крамаров             |
| Чистачът Тихон                                         | Юрий Никулин                 |
| Коля Калачов                                           | Виктор Павлов                |
| Кислярский                                             | Готлиб Ронинсон              |
| Никифор Ляпис-Трубецкой, поет                          | Роман Филипов                |
| Александр Яковлевич                                    | Григорий Шпигел              |
| Андрей Брунс, инженер                                  | Владимир Етуш                |
| Ернест Павлович Шчукин                                 | Игор Ясулович                |

### Технически екип
| Режисьор                            | Леонид Гайдай                                                         |
| Сценарий                            | Владлен Бахнов Леонид Гайдай                                          |
| Оператори                           | Сергей Полуянов Валерий Шувалов                                       |
| Художник                            | Евгений Куманков                                                      |
| Музика                              | Александр Зацепин                                                     |
| Текст на песента                    | Леонид Дербеньов                                                      |
| Диригент                            | Георгий Гаранян                                                       |
| Втори оператор                      | И. Штанко                                                             |
| Втори художник                      | А. Макаров                                                            |
| Звукооператор                       | Раиса Маргачова                                                       |
| Втори режисьор                      | М. Колдовская                                                         |
| Каскадьор на музикалния запис и шум | Виктор Бабушкин                                                       |
| Редактор                            | Н. Евдокимов                                                          |
| Музикален редактор                  | Раиса Лукина                                                          |
| Грим                                | Л. Калевой                                                            |
| Костюми                             | К. Савицкого                                                          |
| Монтаж                              | Клавдия Алеева                                                        |
| Комбинирани снимки                  | Оператор: Александр Ренков Художник: Зоя Морякова                     |
| Анимация                            | Режисьор: Н. Червинская Художник: Ю. Трофимов Оператор: Н. Соловцов   |
| Асистенти                           | Режисьор: И. Цетнерович Е. Галковская Н. Сысоева Оператор: В. Данилов |
| Директори                           | Александр Ашкинази А. Бут                                             |
| Distributed by                      | Мосфильм Експериментално творческо обединение (Copyright © 1971)      |